# Монтичелли, Адольф
Адольф Жозеф Тома Монтичелли (фр. Adolphe Joseph Thomas Monticelli, 14 октября 1824, Марсель — 29 июля 1886) — французский художник, предшественник импрессионизма.

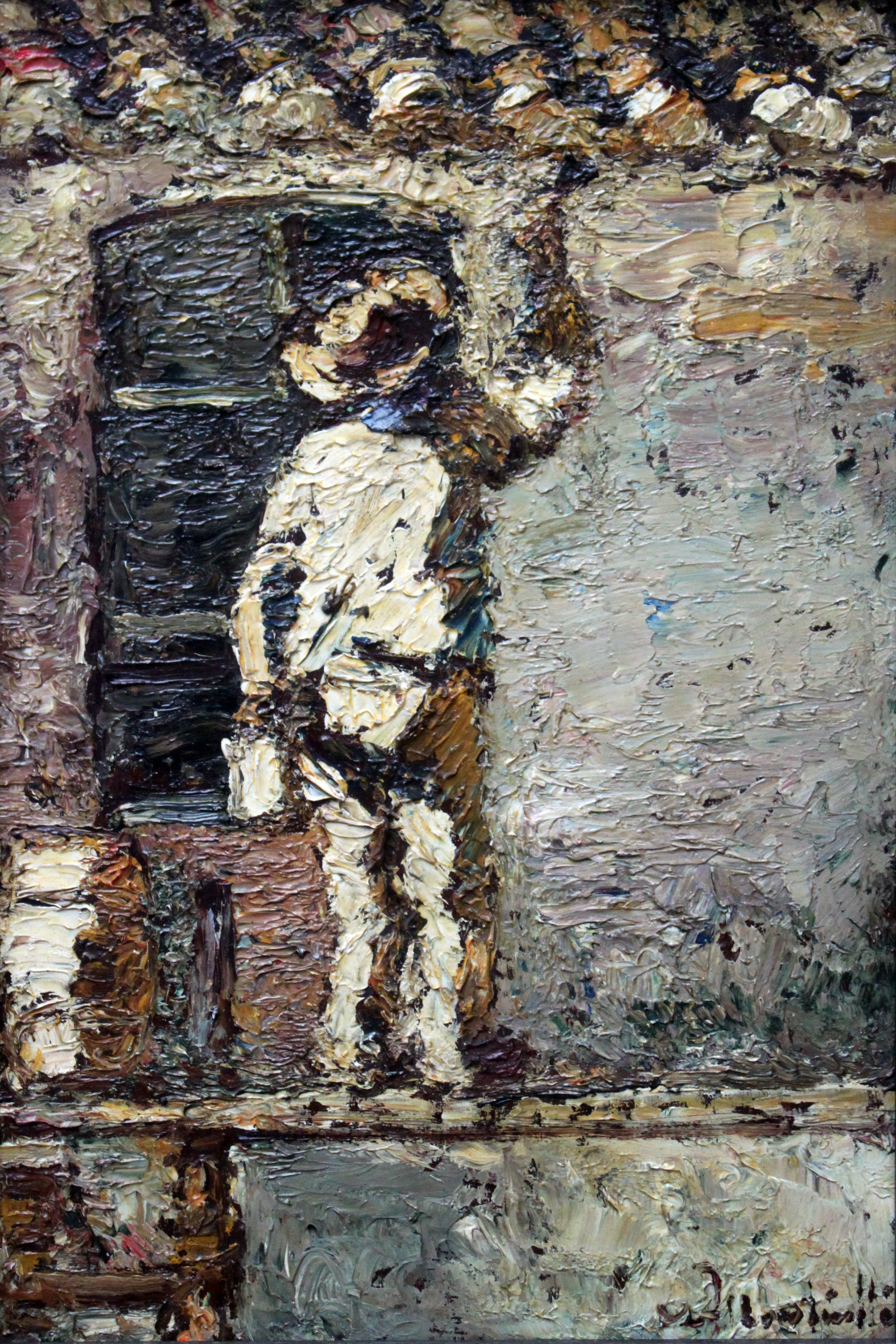
Художник на стене дома, 1875, Штеделевский художественный институт

## Биография
Монтичелли родился в Марселе в бедной семье. Учился в Муниципальной школе детского рисунка с 1842 по 1846 год, продолжил своё художественное образование в Париже, где учился у Поля Делароша в Школе изящных искусств. В Лувре он делал копии с картин признанных мастеров, особенно его впечатляли работы Делакруа. В 1855 году он познакомился с Нарсисом Диасом, художником барбизонской школы, и вскоре они вместе начали писать свои полотна в лесу Фонтебло. Монтичелли очень впечатляли обнажённые или костюмированные фигуры в его пейзажах.
Вскоре он разработал свой особенный романтический стиль живописи, в котором богатые цвета, пятнистые и стеклянные поверхности производят эффект мерцания. Он начал писать придворных в духе Ватто, а натюрморты, портреты вдохновлены Делакруа.
После 1870 года Монтичелли вернулся в Марсель, где будет жить в глубокой нищете несмотря на активную работу, так как картины продаются за низкие цены. Тем не менее он непрерывно работает, полностью отдавшись своему искусству. Эта безумная черта привлекла к нему Сезанна, с которым он познакомился в 1860-х годах, между 1874 и 1884 они часто пишут пейзажи вместе. Монтичелли очень недолго экспериментировал с техникой импрессионистов, найдя её слишком неподходящей.
Столкнувшись с критикой своего стиля, он лишь спокойно заметил, что «рисует уже целых тридцать лет». Наибольшей спонтанности его манера достигла в последние десять лет до его смерти в 1886 году.

## Влияние
Винсент Ван Гог восхищался работами Монтичелли, когда прибыл в Париж в 1886 году. Под впечатлением он резко изменил свою палитру, став писать более ярко и смело. 1890 году он и его брат Тео сыграли важную роль в публикации первой книги о Монтичелли.
Слава Адольфа Монтичелли выросла после его смерти, среди его коллекционеров был Оскар Уайльд, писавший в «De Profundis» о потере ценных картин из-за своего банкротства.
Сегодня Монтичелли считается незначительной фигурой XIX века.